# East Dorset
East Dorset est un ancien district non-métropolitain situé dans le comté de Dorset, en Angleterre. Il avait pour chef-lieu la ville de Wimborne.
Créé en 1974 par l'application du Local Government Act 1972, le district a été aboli en 2019, comme les cinq autres districts du Dorset (Christchurch, North Dorset, Purbeck, West Dorset et Weymouth and Portland). Depuis cette date, le comté n'est plus subdivisé et constitue une autorité unitaire.